# National Basketball League 2006-2007
La National League Basketball 2006-2007 è stata la 29ª edizione della National Basketball League, la massima lega di basket australiana.

## Squadre partecipanti
- Adelaide 36ers
- Brisbane Bullets
- Cairns Taipans
- Illawarra Hawks
- Melbourne United
- N.Z. Breakers
- Perth Wildcats
- Singapore Slingers
- South Dragons
- Sydney Kings
- Townsv. Crocodiles
- Sydney Spirit

## Regular Season

### Classifica
|     | Squadra            | G  | V  | P  | PF    | PS    |
| --- | ------------------ | -- | -- | -- | ----- | ----- |
| 1.  | Brisbane Bullets   | 33 | 28 | 5  | 3.804 | 3.326 |
| 2.  | Melbourne United   | 33 | 25 | 8  | 3.453 | 3.228 |
| 3.  | Perth Wildcats     | 33 | 23 | 10 | 3.331 | 3.113 |
| 4.  | Sydney Kings       | 33 | 20 | 13 | 3.236 | 3.119 |
| 5.  | Townsv. Crocodiles | 33 | 19 | 14 | 3.626 | 3.516 |
| 6.  | Cairns Taipans     | 33 | 17 | 16 | 3.292 | 3.284 |
| 7.  | South Dragons      | 33 | 15 | 18 | 3.418 | 3.514 |
| 8.  | Singapore Slingers | 33 | 13 | 20 | 3.297 | 3.435 |
| 9.  | Illawarra Hawks    | 33 | 11 | 22 | 3.237 | 3.395 |
| 10. | N.Z. Breakers      | 33 | 11 | 22 | 3.382 | 3.538 |
| 11. | Adelaide 36ers     | 33 | 11 | 22 | 3.326 | 3.555 |
| 12. | Sydney Spirit      | 33 | 5  | 28 | 3.221 | 3.600 |

## Playoffs

### Townsville - Singapore
| Townsville 14 febbraio 2007 | Townsv. Crocodiles | 106 – 93 | Singapore Slingers | Townsville Entertainment Centre (3.964 spett.) |

### Cairns - South
| Cairns 15 febbraio 2007 | Cairns Taipans | 118 – 97 | South Dragons | Cairns Convention Centre (5.006 spett.) |

### Sydney - Townsville
| Sydney 16 febbraio 2007 | Sydney Kings | 122 – 89 | Townsv. Crocodiles | Sydney Entertainment Centre (4.178 spett.) |

### Perth - Cairns
| Perth 17 febbraio 2007 | Perth Wildcats | 78 – 82 | Cairns Taipans | Challenge Stadium (4.400 spett.) |

### Brisbane - Sydney

#### Gara 1
| Brisbane 20 febbraio 2007 | Brisbane Bullets | 91 – 84 | Sydney Kings | Brisbane Entertainment Centre (5.388 spett.) |

#### Gara 2
| Sydney 16 febbraio 2006 | Sydney Kings | 86 – 93 | Brisbane Bullets | Sydney Entertainment Centre (4.368 spett.) |

### Melbourne - Cairns

#### Gara 1
| Melbourne 21 febbraio 2007 | Melbourne United | 100 – 87 | Cairns Taipans | State Netball and Hockey Centre (2.839 spett.) |

#### Gara 2
| Cairns 23 febbraio 2007 | Cairns Taipans | 87 – 95 | Melbourne United | Cairns Convention Centre (5.343 spett.) |

### Finale

#### Gara 1
| Brisbane 2 marzo 2007 | Brisbane Bullets | 98 – 95 | Melbourne United | Brisbane Entertainment Centre (7.291 spett.) |

#### Gara 2
| Melbourne 4 marzo 2007 | Melbourne United | 105 – 91 | Brisbane Bullets | State Netball and Hockey Centre (3.500 spett.) |

#### Gara 3
| Brisbane 7 marzo 2007 | Brisbane Bullets | 113 – 93 | Melbourne United | Brisbane Entertainment Centre (7.539 spett.) |

#### Gara 4
| Melbourne 9 marzo 2007 | Melbourne United | 94 – 103 | Brisbane Bullets | State Netball and Hockey Centre (3.500 spett.) |

## Vincitore
| Campioni NBL 2006-2007       |
| ---------------------------- |
| Brisbane Bullets (3º titolo) |

## Statistiche
| Categoria               | Giocatore     | Squadra            | Stat  |
| ----------------------- | ------------- | ------------------ | ----- |
| Punti per gara          | Mike Helms    | Singapore Slingers | 22,7  |
| Rimbalzi per gara       | Rosell Ellis  | South Dragons      | 11,3  |
| Assist per gara         | Brett Maher   | Adelaide 36ers     | 6,6   |
| Palle rubate per gara   | Darren Brooks | Perth Wildcats     | 2,1   |
| Stoppate per gara       | Chris Anstey  | Melbourne Tigers   | 1,8   |
| Percentuale dal campo   | Matt Smith    | Cairns Taipans     | 61,6% |
| Percentuale da 3        | David Barlow  | Sydney Kings       | 47,5% |
| Percentuale tiri liberi | Brett Maher   | Adelaide 36ers     | 91,2% |

## Premi
- NBL Most Valuable Player: Sam Mackinnon, Brisbane Bullets
- NBL Defensive Player of the Year: Sam Mackinnon, Brisbane Bullets
- NBL Most Improved Player of the Year: Liam Rush, West Sydney Razorbacks
- NBL 6th Man of the Year: Stephen Hoare, Melbourne Tigers
- NBL Rookie of the Year: Joe Ingles, South Dragons
- NBL Finals MVP: Sam Mackinnon, Brisbane Bullets
- NBL Coach of the Year: Joey Wright, Brisbane Bullets

- All-NBL Team
  - Dave Thomas, Melbourne Tigers
  - Sam Mackinnon, Brisbane Bullets
  - Martin Cattalini, Cairns Taipans
  - Carlos Powell, New Zealand Breakers
  - Chris Anstey, Melbourne Tigers